# Hartford Athletic
L'Hartford Athletic è una società calcistica professionistica statunitense con sede ad Hartford (Connecticut) che disputa le proprie partite casalinghe presso il Dillon Stadium, impianto dotato di una capienza di 5.500 spettatori.
Attualmente milita nella USL Championship, la seconda divisione americana di calcio.

## Storia
Precedentemente la città di Hartford aveva già ospitato formazioni sia di prima che di seconda divisione statunitense: gli Hartford Americans (ASL 1927-1928), Hartford S.C. (ASL 1964-68, rinominati Hartford Kings dal 1966 al 1968), i Connecticut Yankees (ASL da 1972 al 1978, denominati Connecticut Wildcats nella stagione 1973-74) ed i Hartford Bicentennials militante nella NASL tra il 1975 ed 1977.
L'Hartford Athletic nacque ufficialmente l'11 luglio 2018, quando la United Soccer League annunciò di aver assegnato una franchigia per il suo campionato principale, la USL Championship, alla città di Hartford. Il club disputò così la sua prima partita ufficiale il 9 marzo 2019 sul campo dell'Atlanta United 2, in un incontro terminato 2-0 per i padroni di casa.
Nella stagione 2020 il club raggiunse per la prima volta i playoff, venendo però eliminato già al primo turno dal Saint Louis con il risultato di 1-0.

## Rosa 2024
| N. |                        | Ruolo | Calciatore           |
| -- | ---------------------- | ----- | -------------------- |
| 1  | Messico (bandiera)     | P     | Carlos Merancio      |
| 2  | Stati Uniti (bandiera) | D     | Alex Lara            |
| 3  | Marocco (bandiera)     | D     | Younes Boudadi       |
| 4  | Porto Rico (bandiera)  | D     | Nicolás Cardona      |
| 5  | Ghana (bandiera)       | C     | Samuel Armah Ashitey |
| 6  | Inghilterra (bandiera) | C     | Arthur Rogers        |
| 7  | Stati Uniti (bandiera) | A     | Bradford Jamieson    |
| 8  | Canada (bandiera)      | C     | Jay Chapman          |
| 9  | Haiti (bandiera)       | A     | Sebastian Elney      |
| 10 | Stati Uniti (bandiera) | C     | Daniel Barrera       |
| 11 | Stati Uniti (bandiera) | C     | Luka Prpa            |
| 12 | Stati Uniti (bandiera) | P     | Matt Lampson         |
| 14 | Stati Uniti (bandiera) | A     | Derek Dodson         |
| 15 | Togo (bandiera)        | D     | Walid Yacoubou       |
| 16 | Brasile (bandiera)     | C     | Gabriel Torres       |

| N. |                        | Ruolo | Calciatore          |
| -- | ---------------------- | ----- | ------------------- |
| 17 | Stati Uniti (bandiera) | A     | Alfonso Vázquez     |
| 18 | El Salvador (bandiera) | A     | [Walmer Martínez    |
| 19 | Stati Uniti (bandiera) | C     | Kenan Hot           |
| 20 | Stati Uniti (bandiera) | D     | Thomas Janjigian    |
| 21 | Ecuador (bandiera)     | A     | Jeciel Cedeño       |
| 22 | Stati Uniti (bandiera) | D     | Richie Schlentz     |
| 23 | Camerun (bandiera)     | A     | Tabort Preston      |
| 24 | Guatemala (bandiera)   | A     | Darwin Lom          |
| 28 | Stati Uniti (bandiera) | C     | Conor McGlynn       |
| 29 | Honduras (bandiera)    | A     | Juan Carlos Obregón |
| 30 | Haiti (bandiera)       | A     | Ashkanov Apollon    |
| 31 | Stati Uniti (bandiera) | P     | Sebastian Pliszka   |
| 80 | Stati Uniti (bandiera) | C     | Justin Haak         |
|    | Stati Uniti (bandiera) | P     | Jeff Caldwell       |